# Testamente D’Amelia
Testamente D’Amelia – drugi singel promujący piąty album niemieckiego zespołu Blue System, Seeds of Heaven. Singel został wydany 24 czerwca 1991 roku przez wytwórnię Hansa International.

## Lista utworów
7" (Hansa 114 450) (BMG) 24.06.1991
| Nr | Tytuł                                                                      | Długość |
| -- | -------------------------------------------------------------------------- | ------- |
| 1. | Testamente D’Amelia (Radio Mix)                                            | 3:32    |
| 2. | Is She Really Going Out with Him? (Live recorded in Leningrad autumn 1990) | 3:16    |

12" (Hansa 614 450) (BMG) 24.06.1991
| Nr | Tytuł                                                                      | Długość |
| -- | -------------------------------------------------------------------------- | ------- |
| 1. | Testamente D’Amelia                                                        | 5:17    |
| 2. | Testamente D’Amelia (Radio Mix)                                            | 3:32    |
| 3. | Is She Really Going Out with Him? (Live recorded in Leningrad autumn 1990) | 5:17    |

CD (Hansa 664 450) (BMG) 24.06.1991
| Nr | Tytuł                                                                      | Długość |
| -- | -------------------------------------------------------------------------- | ------- |
| 1. | Testamente D’Amelia (Radio Mix)                                            | 3:32    |
| 2. | Testamente D’Amelia                                                        | 5:17    |
| 3. | Is She Really Going Out with Him? (Live recorded in Leningrad autumn 1990) | 5:17    |

## Lista przebojów (1991)
| Państwo | Szczytowe Miejsce |
| ------- | ----------------- |
| Niemcy  | 34                |

## Autorzy
- Muzyka: Dieter Bohlen
- Autor Tekstów: Dieter Bohlen
- Wokalista: Dieter Bohlen
- Producent: Dieter Bohlen
- Aranżacja: Dieter Bohlen
- Współproducent: Luis Rodriguez